# Dikgatlhong
Dikgatlhong est une ville du Botswana.